# Laurence Boissier

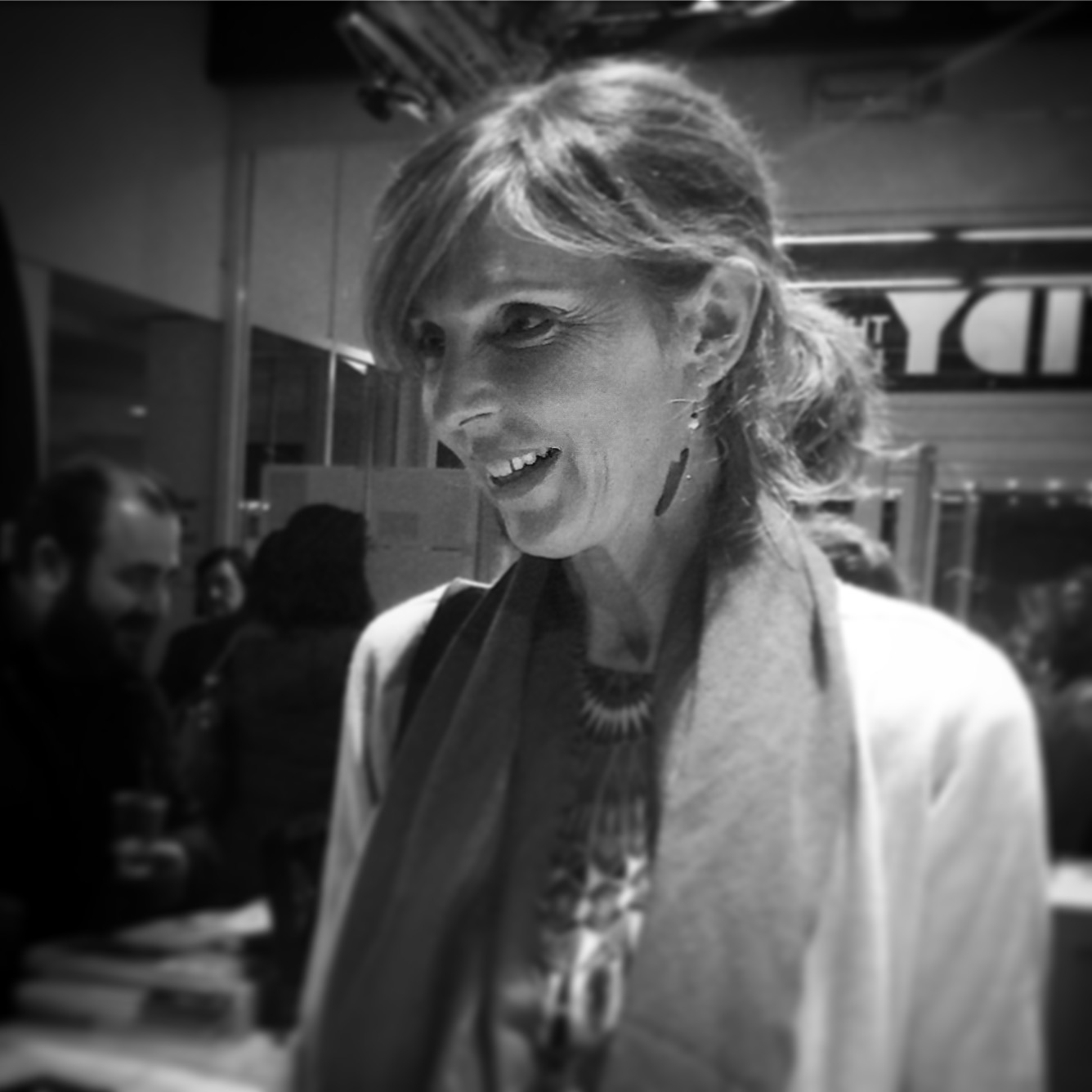
Laurence Boissier (2018)

Laurence Boissier (* 12. August 1965 in Genf; † 7. Januar 2022 ebd.) war eine Schweizer Künstlerin und Schriftstellerin.

## Leben
Laurence Boissier lernte erst Innenarchitektin an der Genfer Kunstgewerbeschule. Danach arbeitete sie zwei Jahre als Delegierte für das IKRK und zehn Jahre als Gebäudeingenieurin für den Kanton Genf. An der Genfer Hochschule der Künste schloss sie 2009 mit dem Bachelor ab.
Als Autorin veröffentlichte sie Erzählungen und Kurztexte sowie einen Roman. Sie war zudem seit 2011 Mitglied der Spoken-Word-Autorengruppe Bern ist überall. Sie starb am 7. Januar 2022 nach kurzer Krankheit.

## Auszeichnungen
- 2013: Gottfried-Keller-Preis (als Mitglied von Bern ist überall)
- 2017: Schweizer Literaturpreis für Inventaire des lieux[2]
- 2018: Prix des lecteurs de la Ville de Lausanne
- 2018: Prix Pittard de l’Andelyn

## Werke
- Cahier des charges, Carouge 2011, ISBN 978-2-940350-27-8.
- Inventaire des lieux, Lausanne 2015; 2. erw. A. 2017, ISBN 978-2-940570-22-5.
  - Inventar der Orte. Übersetzt von Hilde Fieguth. Die Brotsuppe, Biel 2023, ISBN 978-3-03867-082-7.
- Rentrée des classes. Roman, Lausanne 2017, ISBN 978-2-940570-29-4.
- Safari, Lausanne 2019, ISBN 978-2-940570-62-1.
  - Safari. Observations/Beobachtungen. Französisch/Berndeutsch (von Daniel Rothenbühler). Der gesunde Menschenversand, Luzern 2019, ISBN 978-3-03853-092-3.
- Histoire d’un soulèvement, Lausanne 2020, ISBN 978-2-940570-90-4.